# Svarttaggig mulmblomfluga
Svarttaggig mulmblomfluga (Chalcosyrphus rufipes) är en tvåvingeart som först beskrevs av Friedrich Hermann Loew 1873.  Svarttaggig mulmblomfluga ingår i släktet mulmblomflugor, och familjen blomflugor.
Artens utbredningsområde är Rumänien. Arten är reproducerande i Sverige. Inga underarter finns listade i Catalogue of Life.